# Ga khu liên hợp thể thao Đào Viên
Khu liên hợp thể thao Đào Viên (tiếng Trung: 桃園體育園區) là nhà ga trên tuyến Tàu điện ngầm Đào Viên ở Trung Lịch, Đào Viên, Đài Loan. Nó mở cửa dịch vụ thương mại vào ngày 2 tháng 3 năm 2017.

## Tổng quan
Nhà ga trên cao gồm 2 ke ga với 2 đường ray. Chỉ có tàu thông hành dừng tại nhà ga này. Nhà ga dài 148,8 mét (488 ft) và rộng 27 mét (89 ft). Nó được chạy thử nghiệm vào ngày 2 tháng 2 năm 2017, và thương mại hóa vào ngày 2 tháng 3 năm 2017.